# Cunila
Cunila és un gènere de plantes perennes d'angiospermes format per 43 espècies que pertany a la família de les lamiàcies.

## Taxonomia
| - Cunila angustifolia - Cunila arechavelatoe - Cunila arechevaletae - Cunila bracteolata - Cunila buchanani - Cunila capitata - Cunila coccinea - Cunila crenata - Cunila fasciculata - Cunila fragrans - Cunila fruticosa | - Cunila galioides - Cunila glabella - Cunila glabra - Cunila hispida - Cunila incana - Cunila incisa - Cunila leucantha - Cunila longiflora - Cunila lyrata - Cunila lythrifolia - Cunila mariana | - Cunila menthiformis - Cunila menthoides - Cunila microcephala - Cunila montana - Cunila nepalensis - Cunila origanoides - Cunila paniculata - Cunila piperita - Cunila platyphylla - Cunila polyantha - Cunila pulegioides | - Cunila pycnantha - Cunila ramamoorthiana - Cunila secunda - Cunila spicata - Cunila stachyoides - Cunila stricta - Cunila tenuifolia - Cunila thymoides - Cunila tomentosa - Cunila verticillata |

## Sinònim
- Hedyosmos Mitch.